# Bagraogo
Bagraogo est une localité située dans le département de Tanghin-Dassouri de la province du Kadiogo dans la région Centre au Burkina Faso.

## Géographie
Bagraogo est administrativement associé au village de Zambanèga.

## Économie
La culture du sorgho et du riz paddy sont les deux principales activités de Bagraogo.

## Santé et éducation
Le centre de soins le plus proche de Bagraogo est le centre médical (CM) de Tanghin-Dassouri tandis que les hôpitaux sont à Ouagadougou.
Le village possède une école primaire publique.